# Adesio Lombardo
Adesio Rafael Lombardo Rossi  (Montevidéu, 2 de fevereiro de 1925) é um ex-basquetebolista uruguaio que integrou a Seleção Uruguaia que disputou os XV Jogos Olímpicos de Verão em 1952 realizados em Helsínquia, Finlândia.